# VLT Survey Telescope
Il VST (VLT Survey Telescope) è un telescopio da 2,6 metri di diametro installato presso l'Osservatorio ESO di Cerro Paranal in Cile, il più produttivo al mondo, ove opera insieme ai telescopi VLT (Very Large Telescope) e VISTA. Il progetto nacque da un accordo fra INAF - Osservatorio Astronomico di Capodimonte e l'organizzazione europea ESO (European Southern Observatory). Il telescopio è di proprietà INAF e operato da ESO. INAF ha progettato e realizzato il telescopio, ESO si è occupato delle opere civili e della cupola.  Nel 2011 il telescopio è stato reso pienamente operativo e ha iniziato la fase delle osservazioni scientifiche. Il 6 dicembre 2012 è stato presentato a Napoli presso INAF - Osservatorio Astronomico di Capodimonte.  Due volte l'anno il telescopio è aperto a nuove proposte osservative degli astronomi europei, selezionate in base al merito scientifico.

## Caratteristiche e obiettivi
Il VST è un telescopio ottico alt-azimutale a grande campo (un grado quadrato), con un'apertura di 2,6 metri, dotato di un sistema di ottica attiva che corregge continuamente i difetti del sistema ottico e consente di ottimizzare la qualità delle immagini su tutto il campo di vista.

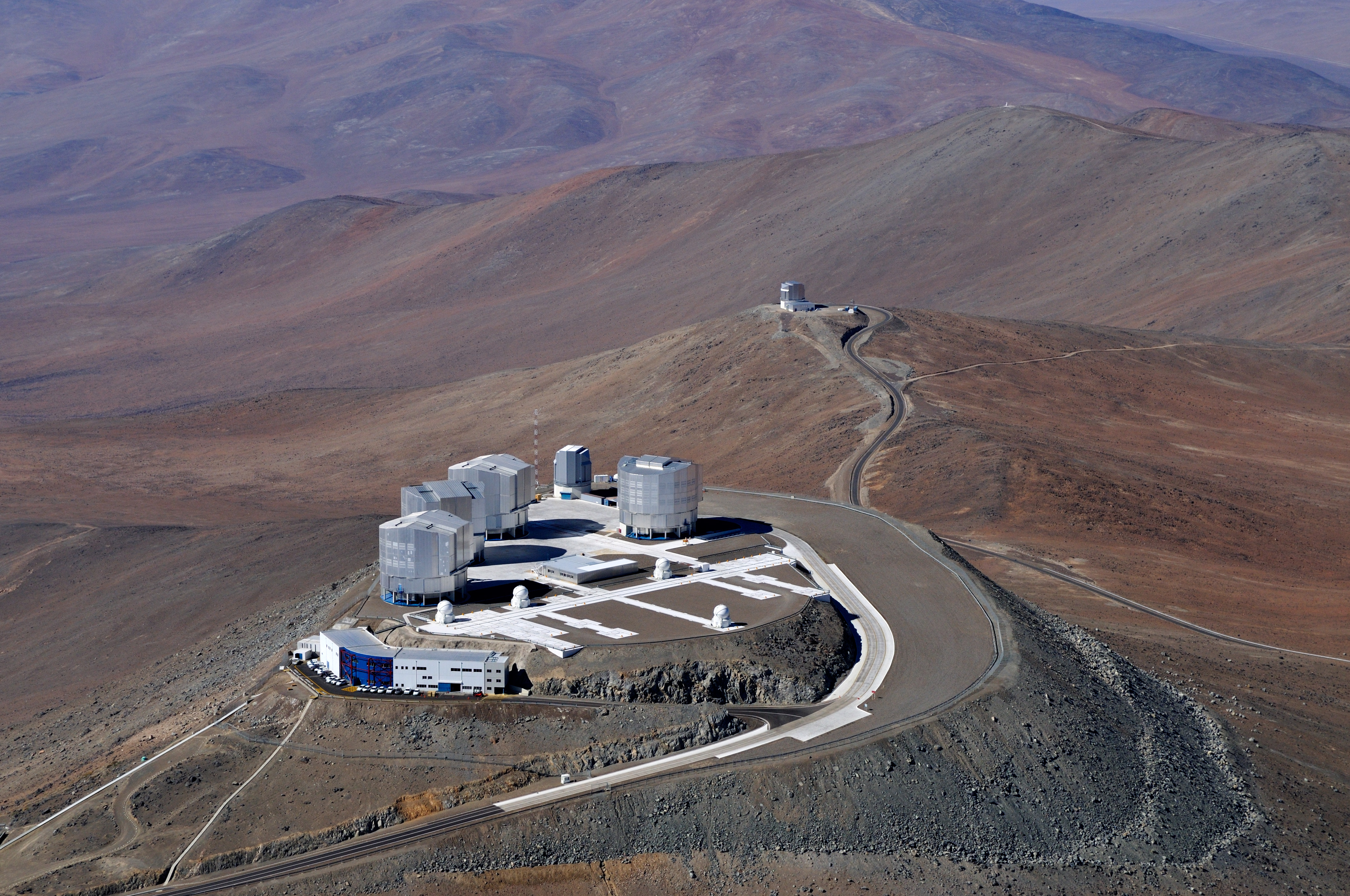
L'osservatorio ESO di Cerro Paranal. Il telescopio VST è al centro fra i quattro telescopi che compongono il VLT.

Il suo scopo scientifico primario è fornire uno strumento di formazioni delle immagini a grande campo per l'esplorazione a largo raggio dell'Universo visibile dall'emisfero australe, al fine di identificare i soggetti più interessanti, da ingrandire con il VLT. 
Il telescopio ospita al suo fuoco Cassegrain una camera di imaging a grande campo, denominata OmegaCAM, composta da un mosaico di 32 2Kx4K CCD, frutto di un consorzio internazionale composto da Olanda, Germania, Italia ed ESO. Grazie a questo strumento di piano focale, a dispetto delle dimensioni del campo di vista, il VST è in grado di garantire un'ottima risoluzione angolare (scala di 0,216 arcsec/pixel), mediante la quale conduce osservazioni in tutta la banda spettrale compresa tra UV ed I. La camera è dotata di una risoluzione di 256 milioni di pixel, pari a 16 volte la risoluzione della Advanced Camera for Surveys sul Telescopio Spaziale Hubble. Caratteristiche che portano il telescopio a produrre circa 30 TB di dati l'anno.
Usato in combinazione con il VLT, il VST è in grado di fornire alla comunità astronomica mondiale uno strumento di eccellenza con cui perseguire e raggiungere le frontiere della conoscenza nel campo dell'astrofisica ottica da terra con un'altissima risoluzione spaziale. Per questo motivo, sin dalle prime fasi di progettazione, il telescopio è stato soggetto ad un'attenta e puntuale analisi di tutte le sue componenti, in modo da garantire la produzione di immagini stabili ad alta definizione.

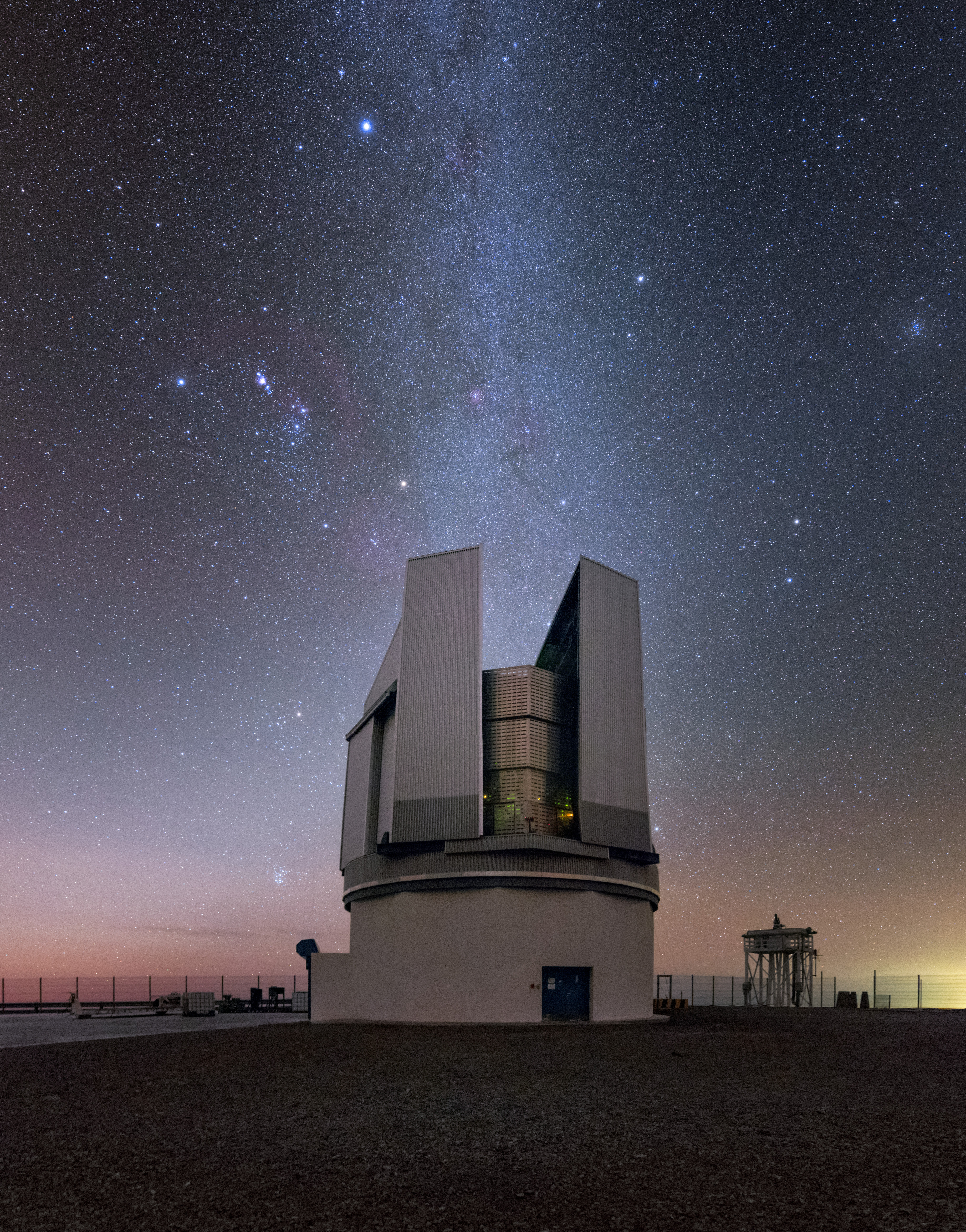
Il VST sulla piattaforma di Cerro Paranal in Cile

## La strumentazione
Particolare cura è stata dedicata alle soluzioni di ottica attiva implementate sul telescopio. Il sottile specchio primario (spesso 14 cm) è infatti dotato di una rete di supporti (84 assiali sotto la superficie e 24 radiali disposti lateralmente) in grado di correggere la forma della superficie ottica, mentre lo specchio secondario è riposizionabile attivamente tramite un robot parallelo esapodale (hexapod) per mantenere il perfetto allineamento del sistema ottico. In tal modo è possibile ottimizzare le prestazioni ottiche, correggendo gli errori indotti da imperfezioni di lavorazione, effetti termici e gravitazionali. Il sistema di controllo attivo è dotato di un sensore di fronte d'onda (Shack-Hartmann), montato sotto la cella del primario insieme al sistema locale di guida, in grado di fornire il feedback di correzione delle ottiche. 
Il sistema di inseguimento degli assi principali (AZ, Azimuth dotato di una rete di pattini idrostatici attivi, ALT, Altitude e ROT, derotatore di campo) è in grado di garantire una precisione di posizionamento e inseguimento del bersaglio celeste con un errore massimo di 0,05 secondi d'arco rms.
Presso la cella del primario è installato uno strumento in grado di modificare la configurazione ottica del telescopio, passando da un correttore composto da un doppio sistema di lenti all'ADC (Correttore di Dispersione Atmosferica) formato da una coppia di prismi controrotanti, potenzialmente in grado di correggere il fenomeno di dispersione ottica, dovuto alla variazione della massa d'aria indotto dal cambiamento, durante l'esposizione, dell'angolo dell'asse di ALT.

## Curiosità

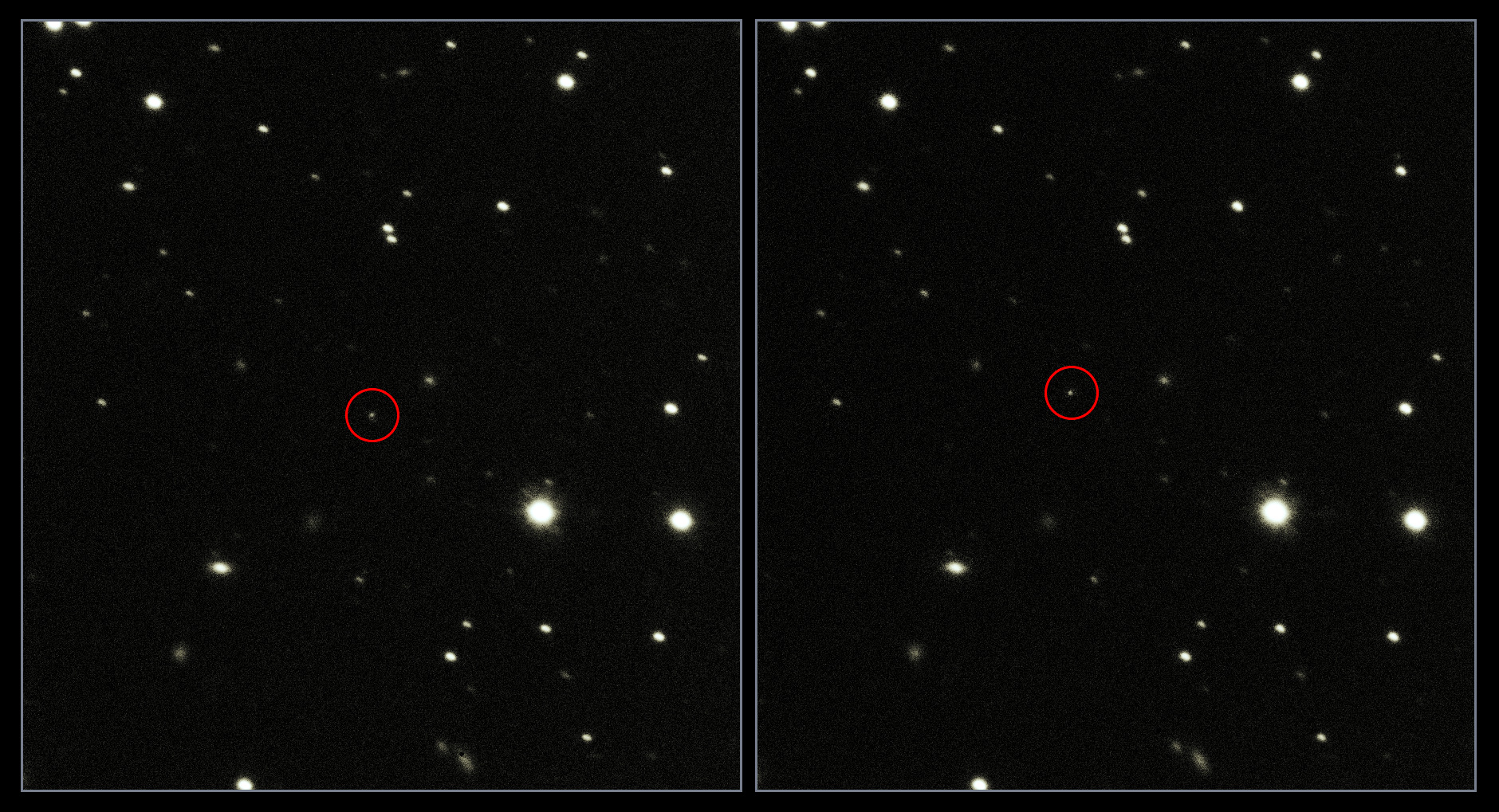
Il satellite Gaia ripreso dal VST

- Il satellite Gaia opera anche mediante un programma di supporto eseguito dal VST, dando esempio di attività multi-strumentale tra telescopi di terra e spaziali.[11]
- Con 179 notti operative, il VST è stato il telescopio dell'ESO più fruttuoso nel semestre aprile-settembre 2018, con solo lo 0,3 % del tempo di fermo.[11]